# II. Krešimir horvát király
II. Mihály Kresimir (? – 969) a középkori Horvát Királyság ötödik uralkodója volt, a Trpimirović-házból, aki 949-ben lépett trónra, testvére, Miroszláv halálakor. Valamennyire megújította a horvát állam erejét és jó kapcsolatokat teremtett a dalmát városokkal, főképp Zárával. Kresimir felesége, Zárai Jelena, Szalonában két templomot építtetett. Az egyik, a Szigeti Szent István-templom, a horvát királyok temetőjeként működött, a másikban, a Szűz Mária templomban, a horvát királyokat koronázták meg.

## Uralkodása

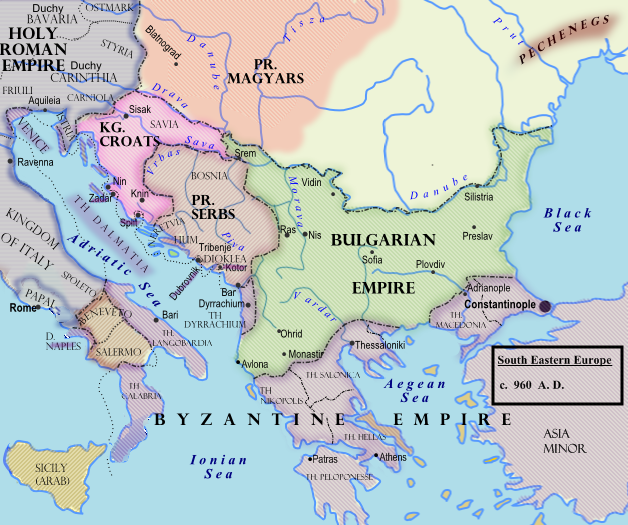
A Balkán-félsziget 950 körül

II. Trpimir és I. Krešimir békés uralkodása után a korona utóbbi legidősebb fiát, Miroszlávot illette. Rögtön uralkodása kezdetén Pribina bán belső harcot kezdett a trónért, amely végül Miroszláv halálával végződött. A polgárháború alatt Horvátország meggyengült, és több város elszakadt tőle. Feltehetőleg ekkor szakadt el Bosznia is, amely Dukljával együtt a szerb zsupán és bizánci vazallus, Časlav Klonimirović uralma alá került.
II. Mihály Kresimir 949-ben lépett trónra, és valamennyire sikerült visszaállítania a rendet. A dukljai pap krónikája leírja, hogy Kresimir kirabolta Uskoplje, Luka és Pleva városát, és leigázta egész Boszniát. A bosnyák bán, látva hogy nem tud ellenállni, a magyar királyhoz szökött.
II. Kresimir harcolt az arab kalózok ellen is, akik fölött 969-ben az itáliai Gargano félszigetnél „nagyszerű győzelmet” aratott.
Pribina bán jelentős hatalmat tartott meg uralkodása alatt, amelyet a király adományai bizonyítanak. A bán többek között a zárai Szent Grisogono monostort nyerte el. Bíborbanszületett Konstantin császár szerint a horvát király három megye fölött uralkodott: Gacka, Lika és Krbava.
II. Kresimir 969 körül halt meg, és uralkodói címét fia, Stjepan Držislav örökölte.